# 다비드 코르테스
다비드 카르데나스 코르테스(David Cárdenas Cortés, 1973년 10월 15일 ~ )는 멕시코의 야구 선수이자, 전 미국 프로 야구 콜로라도 로키스의 선수이다.
1996년 자유계약 선수로 애틀란타 브레이브스와 입단계약을 맺고 활동하다가 1998년 트레이드를 통해 콜로라도 로키스로 이적하였다. 그 후 클리블랜드 인디언스를 거쳐 2005년 다시 콜로라도 로키스로 이적하였다.
2006년에는 2006년 월드 베이스볼 클래식에서 국가 대표로 출전하였다. 2008년 3월에는 베이징 올림픽 최종예선에서 국가 대표로 참가하였다. 한국 프로야구에서는 매클러리의 대체 용병으로 시즌 중에 롯데 자이언츠 소속으로 계약하여 2008년 8월 29일 사직야구장에서의 삼성과의 경기에서 마무리 투수로 처음 출전하였다. 그러나 준플레이오프 3차전 등 중요한 경기에서 구원에 실패해서 재계약에는 실패하였다.

## 월드 베이스볼 클래식

### 2009년
| 팀 | 1 | 2 | 3 | 4 | 5 | 6 | 7 | 8 | 9 | R | H  | E |
| 멕시코 | 0 | 2 | 0 | 0 | 0 | 0 | 0 | 0 | 0 | 2 | 9  | 1 |
| 대한민국 | 0 | 2 | 0 | 1 | 1 | 0 | 4 | 0 | X | 8 | 12 | 1 |
| 승리 투수: 정현욱 패전 투수: 올리버 페레스 홈런: 한국 – 이범호 (2회 1사, 올리버 페레스를 상대로 1점 홈런), 김태균 (4회 무사, 올리버 페레스를 상대로 1점 홈런), 고영민 (5회 2사, 올리버 페레스를 상대로 1점 홈런 |   |   |   |   |   |   |   |   |   |   |    |   |

## 통산성적
| 승 | 패 | 평균자책점 | 경기 | 선발 | 완투 | 완봉 | 세이브 | 투구이닝 | 피안타 | 실점 | 피홈런 | 볼넷 | 삼진 |
| -- | -- | ---------- | ---- | ---- | ---- | ---- | ------ | -------- | ------ | ---- | ------ | ---- | ---- |
| 5  | 1  | 4.47       | 86   | 0    | 0    | 0    | 2      | 88.2     | 96     | 44   | 13     | 20   | 53   |

## 참조
1. ↑  영어식으로 표기할 경우 데이비드 코르테스이지만 그가 멕시코 사람이고 2006년 WBC에도 멕시코 대표로 출전하였기 때문에 그의 모국어인 스페인어 발음을 따라 다비드 코르테스로 표기하는 것이 맞다.
2. ↑  WBC 공식 홈페이지 2009년 3월 16일 경기 박스스코어

## 같이 보기
- 카림 가르시아